# Talha ibn ʿUbaidallāh

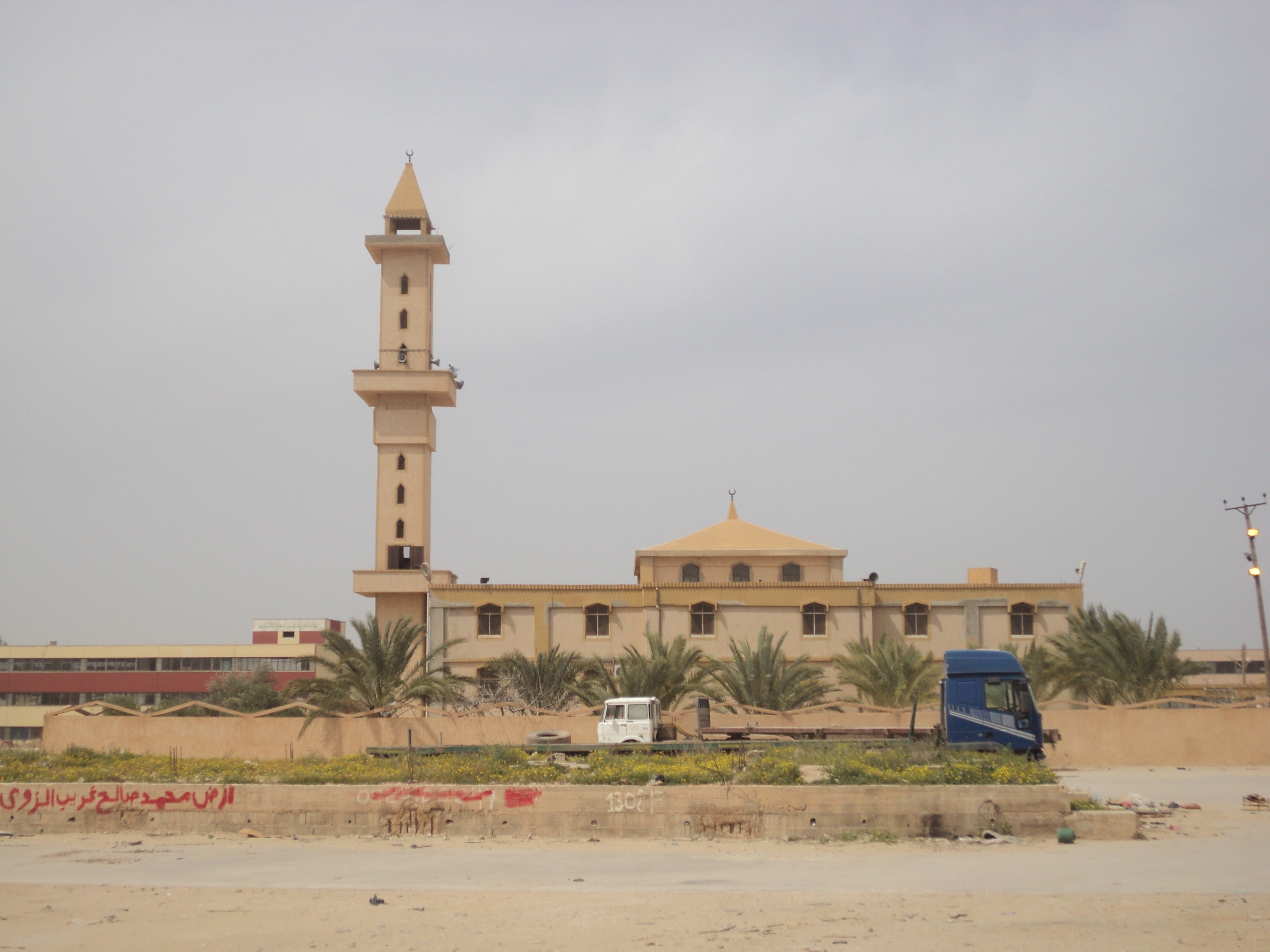
Die Ṭalḥa-b.ʿUbaydallāh-Moschee in der libyschen Stadt Bengasi

Talha ibn ʿUbaidallāh (arabisch طلحة بن عبيد الله, DMG Ṭalḥa b. ʿUbaidallāh) war ein Gefährte des islamischen Propheten Mohammed arabischer Herkunft. Er war auch ein einflussreiches Mitglied in der islamischen Gemeinschaft nach dem Tode des Propheten. Er opponierte gegen den dritten Kalifen ʿUthmān wegen dessen Nepotismus. Nach der Erhebung Alis zum Kalifen erkannte er dessen Kalifat nicht an. Er fiel in der Kamelschlacht von Basra gegen Ali. Sein Schrein in der irakischen Stadt Basra wurde 2006 zerstört.

## Leben
Talhas Vater war ʿUbaidullāh bn ʿUṯmān aus dem Clan der Taym (oder Taim). Seine Mutter al-Saaba bint Abdullah entstammte dem Stamm der Hadram. Talha war unter den ersten Muslimen und emigrierte einige Zeit nach dem Propheten nach Medina. In den kriegerischen Auseinandersetzungen der medinensischen Periode der Umma tat er sich insbesondere bei Uhud hervor, wo er den Propheten persönlich schützte. Ebenso kämpfte er im Grabenkrieg.
Talha war gemäß Ibn Ishaq nach dem Tode des Propheten mit dessen Schwiegersohn Ali im Hause Fatimas. Als Abu Bakr Umar als seinen Nachfolger bestimmt hatte, soll Talha hiergegen bei Abu Bakr protestiert haben, da er Umar schlechte Behandlung des Volkes vorwarf. Abu Bakr wies seinen Protest zurück. Talha war Teil der Ratsversammlung, die sich nach dem Tode des Kalifen Umar versammelte und ihn zuvor vermutlich in beratender Funktion beistand. Jedoch war er zur Zeit der Wahl Uthmans zum dritten Kalifen nicht in Medina anwesend. Gemäß Baladhuri brachte Talha zunächst seine Unzufriedenheit darüber aus, dass die Wahl Uthmans ohne seine Zustimmung erfolgt war. Uthman versuchte, Talha durch Geldzuwendungen (gemäß Talhas Sohn Musa 200.000 Dinare) für sich einzunehmen. Talha profitierte von der Vergabe von früherem persischen Kronland im Irak. So tauschte er, gemäß Saif b. Umar, seinen Landbesitz in Arabien, insbesondere in Chaibar, gegen Land im irakischen al-Naschtastadsch. Dennoch war Talha während der Regierungszeit Uthmans als Mitglied der shura an Beschwerden über die Vetternwirtschaft des Kalifen beteiligt. Er war aber ebenfalls daran betätigt, in den Provinzen Unruhe gegen Uthman zu staffeln.
Während der Belagerung von Uthmans Palast durch aufrührerische Truppen soll sich Talha besonders gegen den Kalifen hervorgetan haben.
Direkt nach der Erhebung ʿAlīs wurden die einflussreichen Mitglieder der Gemeinde in Medina zur Huldigung ʿAlīs angehalten, sofern diese nicht freiwillig erfolgte, wurden sie zu dieser gezwungen, so im Falle az-Zubairs und Talhas. Als ʿĀʾischa in Makka von der Wahl ʿAlīs erfuhr, rief sie zum Sturz desselben als Rache für ʿUṯmān auf. Talha und az-Zubair begaben sich nach Mekka, wo sie sich ʿĀʾiša anschlossen.ʿAlī wurde von dieser Gruppe für den Mord an ʿUṯmān verantwortlich gemacht. Talha und az-Zubair scheinen zunächst geplant zu haben, ʿAlī in Medina anzugreifen, beschlossen dann aber, in den Irak zu ziehen, um stärkere Truppen zur Unterstützung zu gewinnen, da sie ʿAlīs Medinensischen Unterstützern vermutlich unterlegen waren. Das Ziel der Mekkaner Rebellen scheint eine šūrā gewesen zu sein, an deren Ende die Erhebung Talhas oder az-Zubair zum Kalifen gestanden hätte.
Als ʿAlīs Armee nach Baṣra zog, kam es zu einigen Übergängen zu ʿAlī aus dem Lager seiner Gegner. Anfang Dezember 656 kam es zur sogenannten Kamelschlacht (benannt nach ʿĀʾišas Kamel) bei Baṣra, in welcher Talha und az-Zubair und viele weitere Quraish und Prophetengefährten umkamen und ʿĀʾiša gefangen genommen wurde. Nach der Schlacht behandelte ʿAlī seine Gegner nicht entsprechend der üblichen Prozedur (Versklavung der Familien, Verteilung des Eigentums als Beute, Hinrichtung einzelner Gegner), sondern ließ nur eine geringe Beuteverteilung zu, behandelte seine Gegner ansonsten aber schonend. Auch die Familien Talhas und az-Zubairs ließ er unangetastet.

## Familie
Eines seiner Kinder war Aischa bint Talha, eine wichtige Frauenfigur des frühen Islam.